# Tatooine
Nell'universo fantascientifico di Guerre stellari, Tatooine (pronuncia: Tatuìn) è un pianeta desertico orbitante attorno ad una stella binaria. È il pianeta natale della famiglia Skywalker, dove nacquero Shmi Skywalker e probabilmente anche Anakin Skywalker e dove crebbe Luke Skywalker. Nella saga, il pianeta è visto e menzionato molte volte, al punto da essere diventato un'icona della saga stessa.

## Descrizione
Tatooine venne conquistato dagli hutt e in seguito dalla Repubblica. Dopo la caduta di questa, l'Impero prese possesso del pianeta, anche se in realtà Jabba the Hutt continuava ad esserne il leader. Jabba the Hutt viveva nel suo grande palazzo in riva al Mare delle Dune e da lì attraverso i suoi tirapiedi controllava tutti i traffici clandestini del pianeta. Dopo la sconfitta di Jabba, Luke Skywalker e Leila Organa tentarono di stabilire relazioni amichevoli tra i diversi accampamenti e colonie allo scopo di creare un governo centrale, utile all'Alleanza ribelle.
Tatooine ha diversi accampamenti, il più grande dei quali è situato a Mos Eisley, famoso per essere un luogo piuttosto malfamato. Altri accampamenti importanti sono: Bestine, Anchorhead, Tosche Station, Mos Entha, Wayfar, e Mos Espa, dove sorge il palazzo di Jabba the Hutt. Siccome Tatooine non è un avamposto della Repubblica, i crediti sono scarsamente utilizzati: sono preferiti i peggats, i truguts o i wupiupi. Il pianeta è dotato di una morfologia estremamente variabile: dalle zone sabbiose del Mare delle Dune fino alle rocciose Jundland Wastes. Nonostante l'estrema aridità, alcune forme di vita sopravvivono, come i ratti womp, i bantha, e gli enormi dragoni krayt.
Su Tatooine convivono, assieme agli umani, anche i jawa e i tusken. Entrambi i popoli usano vesti lunghe per coprire la vera forma del loro corpo.

## Origine del nome
George Lucas scelse il nome "Tatooine" mentre girava il primo film Guerre stellari in Tunisia, ispirandosi a quello della città di Tataouine.

## Apparizioni

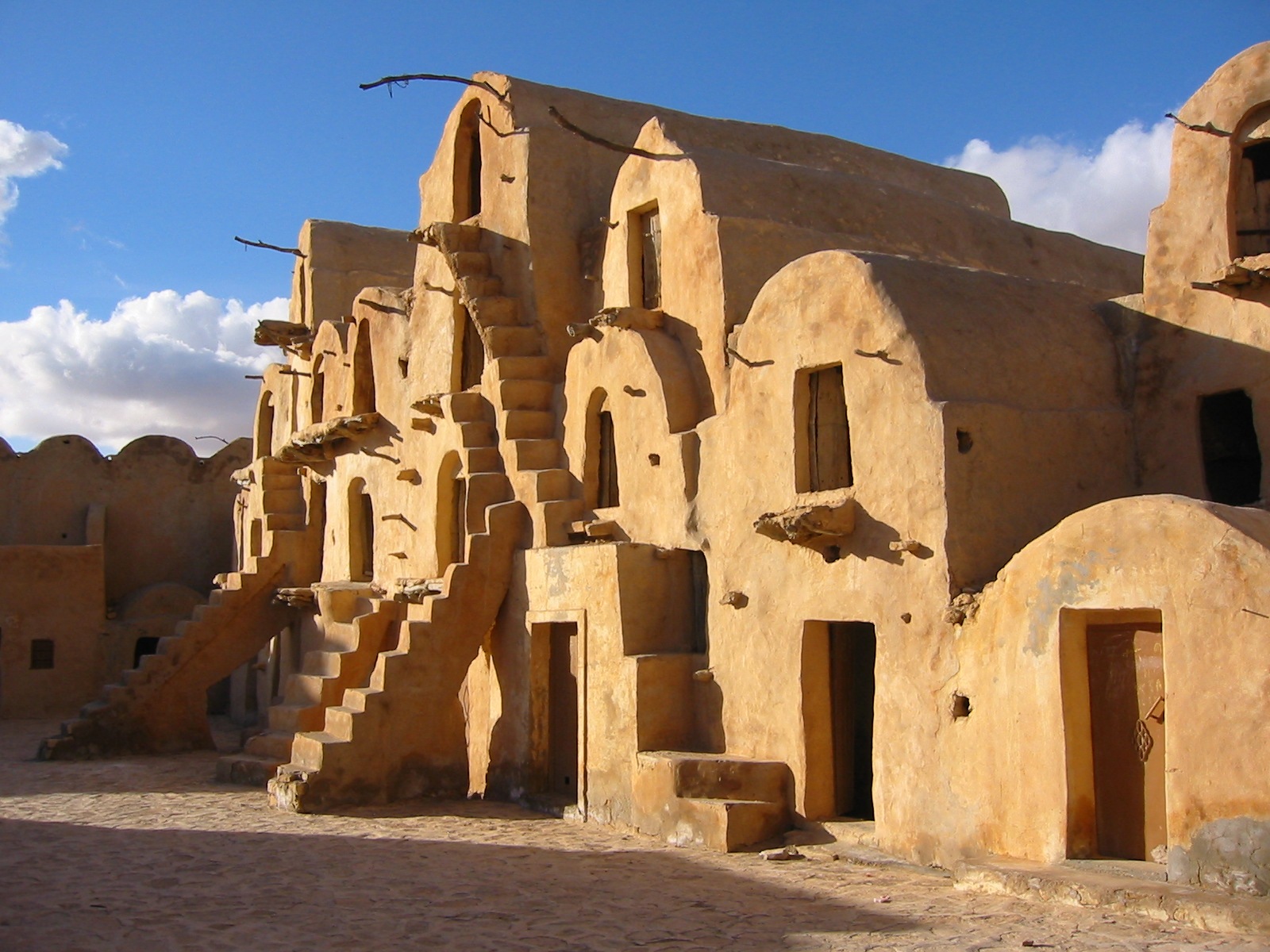
Veduta dello Ksar Ouled Soltane, nei pressi della città tunisina di Tataouine, utilizzato per ricreare l'ambientazione di Mos Espa in Star Wars: Episodio I - La minaccia fantasma.

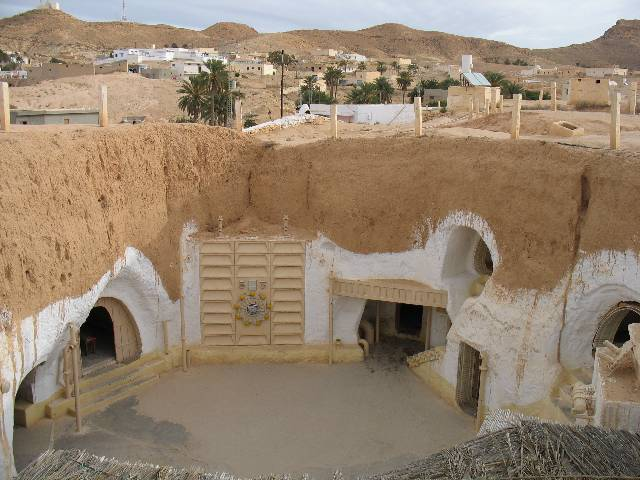
L'Hotel Sidi Driss nel villaggio di Matmata, in Tunisia, utilizzato quale ambientazione per la casa di Luke Skywalker in Star Wars: Episodio IV - Una nuova speranza.

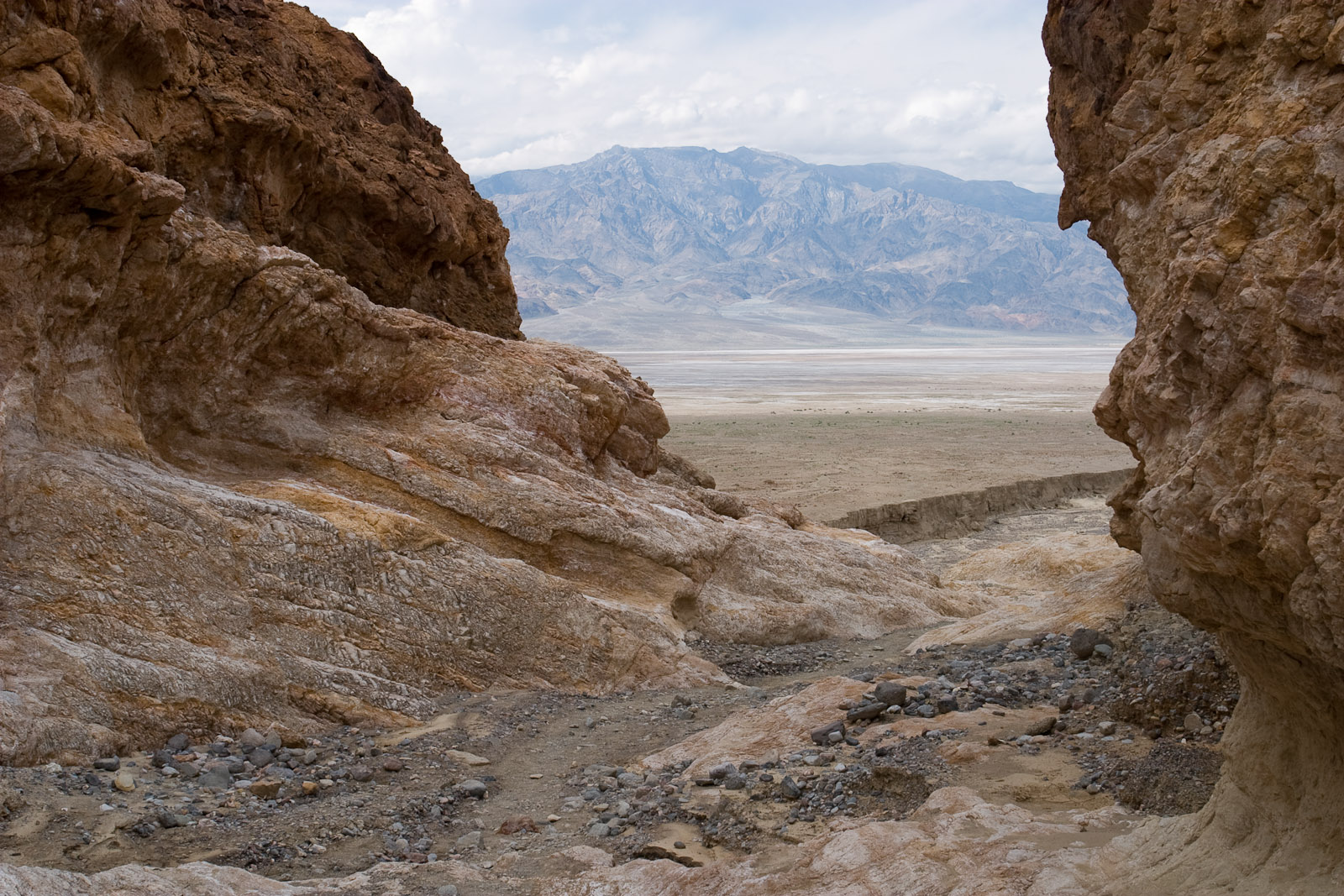
Il Golden Canyon (nell'immagine) e il Badwater Basin nella Valle della Morte sono stati utilizzati per ricreare l'ambientazione di Tatooine in Star Wars: Episodio IV - Una nuova speranza.

Il pianeta Tatooine appare nei seguenti capitoli della saga:
- Star Wars: Episodio I - La minaccia fantasma
- Star Wars: Episodio II - L'attacco dei cloni
- Star Wars: The Clone Wars (film)
- Star Wars: The Clone Wars (serie animata)
- Star Wars: Episodio III - La vendetta dei Sith
- I signori dei Sith (solo menzionato)
- Tarkin (solo menzionato)
- Star Wars: Episodio IV - Una nuova speranza (prima apparizione)
- Star Wars (fumetto 2015)
- Star Wars: Dart Fener
- L'erede dei Jedi (solo menzionato)
- Star Wars: Episodio V - L'Impero colpisce ancora (solo menzionato)
- Star Wars: Episodio VI - Il ritorno dello Jedi
- Solo: A Star Wars Story (solo menzionato)
- Star Wars - L'ascesa di Skywalker
- The Mandalorian
- The Book of Boba Fett
- Obi-Wan Kenobi

## Star Wars Legends
Nell'Universo espanso Tatooine non fu sempre un pianeta desertico, fino al 27.535 BBY era un pianeta verde, coperto di oceani in un sistema binario: Tatoo I e Tatoo II. Sul pianeta vivevano i kumungah, una razza tecnologicamente avanzata, che aspirava ad avventurarsi nello spazio.
Tatooine era un mondo potente nella forza, ma venne attaccato dall'Impero Infinito rakata, che schiavizzò i suoi abitanti: durante il loro dominio, i rakata commisero diverse atrocità: massacrarono i kumungah, rapirono molti maestri della Forza, asportarono con enormi macchine le grandi città. Successivamente costruirono in una grotta un tempio contenente una delle mappe stellari che marcava le coordinate del Sistema Lehon e della Star Forge.
Millenni dopo, quando i rakata vennero indeboliti dalle guerre civili e dalla piaga, i kunumgah si ribellarono e li cacciarono: per vendicarsi, i rakata bombardarono a tal punto Tatooine che i silicati presenti nel terreno si fusero vetrificandosi. Gli oceani evaporarono, con il tempo le particelle di vetro trasformarono il pianeta in una desolata landa sabbiosa. Una volta trasformato in deserto Tatooine, i kumungah riuscirono a sopravvivere grazie a enormi gallerie scavate sottoterra. Col il tempo la razza si evolse in due specie diverse: i jawa e i ghorfa.
I ghorfa erano inizialmente semi sedentari, per sopravvivere abitavano in un'enorme caverna dotata di un pozzo sotterraneo. I coloni arrivati millenni dopo prosciugarono il pozzo, causarono il collasso della loro civiltà, dalle cui ceneri emersero i sabbipodi: una popolazione costretta ad usare spesse vesti per sopravvivere nel deserto, per questo i sabbipodi odiano tutti gli stranieri, in quanto gli ricordano i rakata.
Nel 3959 BBY, Tatooine era uno dei mondi colonizzati da un'industria mineraria, la Czerka, visitato da Darth Revan e Malak nella ricerca della Star Forge.
Due anni dopo, Revan, senza memoria del suo passato, inviato dal consiglio Jedi alla ricerca della Star Forge, ritornò su Tatooine e acquistò degli HK-47, che gli servirono per negoziare una pace con una tribù locale dei sabbipodi. Questo gli consentì di ascoltare la storia della loro specie e dei clan, oltre che ad indicargli dove si trovava, sia la mappa stellare, che a ritrovare il fratello scomparso di Mission Vao e infine i jawa rapiti.
Dopo aver recuperato la mappa stellare e l'holocron del padre di Bastila, Darth Revan venne aggredito da Calo Nord, sopravvissuto agli eventi di Taris ed assoldato da Darth Malak per trovare Bastila Shan. La madre di Bastila si riconciliò con sua figlia rivelandole la sua malattia, che le regalò dei Crediti per permettersi una cura.

### Apparizioni nell'Universo espanso
- Visitabile in Star Wars: Knights of the Old Republic, Star Wars: Galaxies e in Star Wars: The Old Republic.

## Keplero-16b
Il pianeta circumbinario Keplero-16b è stato ribattezzato colloquialmente dagli astronomi Tatooine.